# Trevor Davison
Pour les articles homonymes, voir Davison.

a Compétitions nationales et continentales officielles uniquement.

b Matchs officiels uniquement.
Dernière mise à jour le 16 septembre 2023.
Trevor Davison, né le 20 août 1992 à Newcastle upon Tyne, est un joueur international anglais de rugby à XV, jouant au poste de pilier avec les Northampton Saints en Premiership.

## Biographie

### Carrière en club
Il joue plus de 100 rencontres avec le club Blaydon RFC, avant de rejoindre les Newcastle Falcons à l'été 2017. Il s'intègre bien dans l'effectif en tant que professionnel, totalisant 23 apparitions avec le club lors de sa première saison.
Il devient un joueur des Northampton Saints durant la saison 2022-2023.

### Carrière internationale
Ayant pris part à des tournées du England Counties XV (en), il connaît sa première sélection internationale avec l'Angleterre contre les États-Unis avec une entrée en tant que remplaçant.
Il obtient sa deuxième cape quelques mois plus tard contre l'Australie.

## Palmarès
- Vainqueur du Championnat d'Angleterre de 2e division en 2020 avec les Newcastle Falcons.
- Vainqueur du Championnat d'Angleterre en 2024 avec les Northampton Saints.
- Finaliste de la Champions Cup en 2025 avec les Northampton Saints.